# Paradoja del liberal paretiano

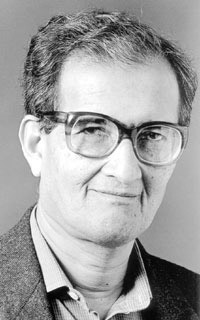
Amartya Sen, propositor de esta teoría

La paradoja del liberal paretiano o paradoja liberal o paradoja de imposibilidad de Sen es una paradoja lógica propuesta por Amartya Sen, basándose en el teorema de Arrow, que afirma que, en cualquier sistema de elección social para obtener una decisión común con selecciones individuales independientes, es imposible mantener un compromiso tanto con el criterio del óptimo de Pareto como con un principio de "Libertad mínima" — que se define como la capacidad individual para ordenar o escoger tuplas preferenciales de las opciones. 
El aspecto más polémico es, por un lado, la contradicción con la noción del liberalismo económico, de que el mecanismo del mercado es suficiente para producir un óptimo de Pareto (ver Primer teorema fundamental de la economía del bienestar) y por otro, la sugerencia que la capacidad de elección y libertad deben ser el rasgo definitorio de ese mecanismo de mercado, en lugar del criterio de bienestar económico de la economía del bienestar, 
Como resultado la paradoja atrae comentarios de la izquierda y la derecha del espectro político.

## El teorema
Sigue una proposición formal pero simplificada del teorema.
Supongamos que hay un conjunto de posibles resultados sociales {\displaystyle X} con al menos dos alternativas y un grupo de al menos dos personas cada uno con preferencias {\displaystyle \succsim _{i}} al respecto (o sobre {\displaystyle X}).
Un planificador social "benigno" tiene que elegir un solo resultado de ese conjunto {\displaystyle X}, utilizando para ello la información sobre las preferencias de los individuos. El planificador utiliza una función de elección social( o sistema de votación). Para cada posible conjunto de preferencias de cada individuo, una función de la elección social selecciona una opción particular que pertenece al conjunto mencionado: {\displaystyle x\in X}.
Hay dos propiedades deseables que se podrían pedir o demandar de la función de selección social:
1: Una función de elección social respeta el "principio de Pareto" (también llamado óptimo de Pareto) si no selecciona a un resultado cuando hay una alternativa que todo el mundo prefiere. Así que si hay dos opciones, {\displaystyle (x,y)} tales que {\displaystyle y\succ x} para cada individuo, el sistema no permite que se elija {\displaystyle x}.
2: Una función de elección social respeta el principio de "liberalismo mínimo" si hay personas cuyas preferencias pueden vetar algunos de los resultados conjuntos. (es decir, nadie puede ser obligado a "escoger" o hacer lo que no desea) 
En otras palabras, si hay un individuo {\displaystyle i} y un par de alternativas {\displaystyle a,b} tal que {\displaystyle i} estrictamente prefiere {\displaystyle a} sobre {\displaystyle b}, entonces la función de elección social no puede elegir {\displaystyle b} (y viceversa).
Del mismo modo si hay otra persona llamada {\displaystyle j} cuyas preferencias pueden vetar una decisión sobre un par (posiblemente diferente) de alternativas {\displaystyle c,d}. Si {\displaystyle c\succ d} entonces la función de selección social no puede seleccionar {\displaystyle d}.
El Teorema de Sen establece que es imposible que el planificador social pueda satisfacer la condición 1 y la condición 2. En otras palabras, para cada función de la elección social hay por lo menos un conjunto de preferencias que fuerza al planificador a violar ya sea la condición (1) o condición (2).

## El ejemplo de Sen
El siguiente ejemplo simplistico, con dos individuos y tres alternativas fue presentada por Sen mismo

Hay una copia de un libro determinado, por ejemplo  El amante de Lady Chatterley, que es considerado de manera diferente por los individuos 1 y 2 (famosamente, la publicación del libro caso un gran escándalo en Inglaterra). Las tres alternativas son: que individuo 1 lo lee  ({\displaystyle x}). Que el individuo 2 lo lee ({\displaystyle y}) y que ninguno lo lee ({\displaystyle z}). Persona 1, que es un mojigato,  prefiere que nadie lo lea, pero si tuviera que elegir entre cualquiera de la otras dos, preferiría leerlo  sí mismo en lugar de exponer al crédulo Sr 2 a las influencias de  Lawrence. (mojigatos, me han dicho, tienden a preferir  la censura. que ser censurados). En orden decreciente de preferencia entonces su ordenamiento es {\displaystyle z,x,y}. La persona 2, sin embargo, prefiere que cualquiera de ellos dos lo lea a que ninguno lo haga. Aún más, el se deleita con la idea de que el mojigato Sr 1 pudiera leer Lawrence y, consecuentemente, su primera preferencia es que esa persona debiera leer la obra. Su segunda mejor opción que él mismo puede leerla, y la peor que nadie lee. Su orden de preferencias es, entonces, {\displaystyle x,y,z}. 
Supongamos que le damos a cada individuo el derecho a decidir si quieren o no quieren leer el libro. Entonces es imposible encontrar una función de elección social sin violar ya sea el principio de "mínimo liberalismo" o el de Pareto. El mínimo de liberalismo requiere que el Sr 1 no sea forzado a leer el libro, así que no podemos elegir {\displaystyle x}, pero también requiere que esa lectura no le sea prohibida al Sr 2, así que no podemos elegir la opción {\displaystyle z}. Pero tampoco podemos elegir la opción {\displaystyle y}  porque viola el criterio de Pareto: tanto el Sr 1 como el Sr 2 están de acuerdo que ellos preferirían que el Sr 1 leyera (opción {\displaystyle x}) a que solo lo haga el Sr 2 (opción {\displaystyle y}). 
Como hemos descartado las posibles soluciones, debemos concluir que es imposible encontrar una función de selección social que satisfaga los criterios enunciados.

## Otro ejemplo
Supongamos que Alice y Bob tienen que decidir si van al cine a ver una 'Película romántica', y que cada uno tiene la libertad para decidir si van. Si las preferencias personales se basan para Alice, primero, en querer estar con Bob y, segundo, pensando que es una buena película, ir;  mientras que para Bob son, primero, preferencia que Alice la vea, pero, segundo, pensando que no es una buena película, no querer ir él mismo, entonces las órdenes de las preferencias individuales podrían ser:
- Alicia prefiere: ambos van> ninguno va> Alice va> Bob va
- Bob prefiere: Alice va > ambos van > ninguno va > Bob va

Como se puede observar, individualmente hay dos soluciones que son "Pareto eficiente": Alice va sola o van los dos.
Considérese ahora las "preferencias conjuntas"  Es evidente que Bob no ira por su cuenta,  pero si lo hiciera, Alicia lo seguiría. Consecuentemente, la preferencia conjunta tendría "ambos van" preferida a "Bob va" (ambos van> Bob va). sin embargo, Alice tiene libertad personal y prefiere estar con Bob consecuentemente, "ninguno va" es preferido a "Alice va"  (ninguno va> Alice va (sola)). Sin embargo, Bob también tiene libertad personal, así que la preferencia conjunta debe tener "Alice va" preferida a "ambos van" y "ninguno va" a "Bob va".  Tomando en cuenta todo eso da el resultado para las "preferencias conjuntas" "ninguno va" > Alice va > Ambos van > Bob va.  
Especialmente de nota: "Ninguno va" es preferido a cualquier otro, con el resultado final que nadie va, lo que es contrario al resultado óptimo para cada uno  (dado que cada uno independientemente prefiere "ambos van" a "ninguno va").
El siguiente diagrama ilustra la situación. Los números representan el ordenamiento en las preferencias personales de Alice y Bob, relevantes para "calcular" la eficiencia de Pareto (así, tanto 4,3 o 2,4 es mejor que 1,1 y el 4,3 es mejor que 3,2, haciendo 4,3 (ambos van) y 2,4 (Alice va) las dos soluciones mejores, con una "utilidad" total de 7 y 6 respectivamente, que son mejor que el 5 y 2 de las alternativas). Las flechas representan transiciones sugeridas por las preferencias individuales, sobre las que cada uno tiene libertad de decidir. Es evidente que conducen a la solución de ninguno va
|       |       | Bob   | Bob | Bob |
| Va    |       | No va |     |     |
| ----- | ----- | ----- | --- | --- |
| Alice | Va    | 4,3   | →   | 2,4 |
| Alice |       | ↑     |     | ↓   |
| Alice | No va | 1,1   | →   | 3,2 |

## Liberalismo y externalidades
Los ejemplos muestran que el liberalismo y la eficiencia de Pareto no siempre se pueden lograr al mismo tiempo. Por lo tanto, si el liberalismo existe incluso tan sólo una manera bastante limitada (como en el presente caso de "liberalismo mínimo" usado por Sen), sigue que podría emerger ineficiencia de acuerdo a Pareto. 
Tengase en cuenta que esto no es siempre el caso. Por ejemplo, no hay problema si cuando una persona, haciendo uso de su derecho liberal a decidir entre dos alternativas, escoge una de ellas y la sociedad también prefiere esa alternativa.
Sin embargo, el caso general será que hay problemas debido a la presencia de externalidades. Por ejemplo, un individuo es libre de ir a trabajar en coche o en bicicleta. Si la persona toma el coche y va al trabajo, mientras que la sociedad preferiría que se vaya a trabajar en bicicleta, habrá una externalidad. Sin embargo, nadie puede obligar al otro a preferir la bicicleta. Así, una de las implicaciones de la paradoja de Sen es que siempre que el liberalismo exista habrá externalidades.

## Posibles soluciones a la paradoja
Hay varias propuestas de posibles resoluciones de la paradoja, las que, en general, no la resuelven sino que buscan proveer una respuesta a la pregunta: ¿Qué puede hacer la sociedad, si la paradoja se aplica y no hay función de decisión social correspondiente a la situación que puede manejar el equilibrio entre Pareto optimalidad y el liberalismo?. En general, esas propuestas envuelven conceptos de aceptación mutua, autolimitaciones o incluso contratos de intercambio de derechos.
- En primer lugar, en la propuesta preferida por Sen, los individuos pueden decidir simplemente "respetarse" unos a otros sus respectivas elecciones mediante la limitación de su propia elección. Supongamos que el individuo A ordena tres alternativas (x, y, z) de la siguiente manera: x > y > z y el individual B las ordena z> x> y. Según hemos visto, y de acuerdo al razonamiento anterior, será imposible lograr un resultado eficiente en el sentido de Pareto. Pero si A se niega a decidir sobre Z y B se niega a decidir sobre x, sigue que A escoge x y respeta que B elige z; y B, por su parte, elige z y respeta que A escoge x. Por lo tanto, se puede llegar a una solución Pareto-eficiente, si A y B se limitan a sí mismos y aceptan la libertad del otro jugador.

Los fundamentos de esa propuesta se pueden trazar a concepciones del liberalismo clásico. Por ejemplo, John Stuart Mill acepta que el incremento de la libertad de todos o bien común demanda una cierta limitación de la libertad de cada uno de los individuos. En la propuesta de Sen, esa limitación es impuesta por los individuos mismos, y conocida como "respeto al otro". 
- Un segundo grupo de posibilidades se deriva del análisis del El dilema del prisionero iterado.[7] Esto es una aproximación más realista a problemas de objetivos o preferencias diferentes asumiendo individuos interesados en aumentar su beneficio más que en evitar daños (o incluso dañar otros). En los ejemplos dados esto envolvería la consideración, en el caso de Bob, que si él va al cine, Alice irá al fútbol en la siguiente ocasión. Sin embargo, casos como los del Sr. mojigato y el Sr. crédulo son más difíciles desde esta perspectiva dado que envuelven concepciones más generales del bien común: para el Sr. mojigato (y, históricamente, para quienes se opusieron a su publicación) su divulgación daña el "sustento moral" de la sociedad y facilita otras publicaciones similares (posiblemente aún peores) en el futuro. Para el Sr crédulo (y quienes apoyaban la publicación) la prohibición en sí misma daña ese sustento aún más, dado que prepara el terreno para la censura. Parece difícil en este tipo de problemas encontrar una solución que incremente el beneficio percibido de ambos. (la solución histórica fue permitir la publicación sobre la base que la sociedad había cambiado, haciendo aceptable cosas tales, por ejemplo, el reconocimiento que incluso las damas tienen deseos sexuales, y que, por lo tanto, el bien común sufriría más daño si se prohibía la publicación).

### Dinamismo
Con base en el ejemplo original de Sen (también aplicable al de Alice y Bob), en lugar de decidir qué hacer a la vez, deberían hacerlo uno después del otro, de manera secuencial. Si el Sr. 1 decide no leer, el Sr. 2 decidirá leer, mismo resultado que en la paradoja. Sin embargo, si el Sr. 1 decide leer, el Sr. 2 no lo hará. "Señor 1 lee" es preferido por Sr. 1 (también Sr. 2) a "Señor 2 lee", así que el Sr. 1 decidirá libremente leer para conseguir un resultado pareto-óptimo. 
Marc Masat sugiere que la elección secuencial debería ser otra vía de escape a la paradoja: 

Si hay al menos un jugador sin estrategia dominada, el juego se desarrollará de manera secuencial donde los jugadores con estrategia dominada y necesidad de cambiarla serán los primeros en elegir porque les permitirá alcanzar el equilibrio óptimo de Pareto sin la necesidad, siquiera, de contratos. Si todos los jugadores tienen estrategia dominada, se tomarán acuerdos entre las partes gracias a la situación de libertad para dar con un resultado óptimo.

## Citas y referencias
1. 1 2  Amartya, Sen (1970). «The Impossibility of a Paretian Liberal». Journal of Political Economy 78: 152-157. JSTOR 1829633.
2. ↑  Para una presentación y análisis más estricto de la paradoja, ver Christian Geist (2009): The Impossibility of a Paretian Liberal
3. ↑  Sen, Amartya (1984) [1970]. Collective Choice and Social Welfare.
ch. 6.4 "Critique of Liberal Values"
ch. 6.5, "Critique of the Pareto Principle"
ch. 6*, "The Liberal Paradox"
4. ↑   Este problema fue examinado por John Stuart Mill en su ensayo Sobre la libertad. Mill nota que todas mis acciones tienen algún impacto sobre otros y que es probable que el efecto de por lo menos algunas de esas acciones sea negativo. Al respecto, ver John R. Fitzpatrick: John Stuart Mill's political philosophy: balancing freedom and the collective good  p 68 y siguientes.
5. ↑  por ejemplo, Daniel Ungureanu (2011) menciona 9 posible soluciones, en : Two new solutions for Sen's impossibility of a paretian libertarian
6. ↑   Para Mill la libertad se limita no por el principio de no hacer daño a otros sino también por la obligación de respetar y enforzar los derechos ajenos. Para profundizar este aspecto ver John R. Fitzpatrick: John Stuart Mill's political philosophy: balancing freedom and the collective good p 76 y siguientes.
7. ↑   Robert Axelrod (1984) "La evolución de la cooperación: el dilema del prisionero y la teoría de juegos"
8. ↑  Masat, Marc (2014). ¿Tomarán Postre? Una nueva interpretación de la Paradoja del liberal paretiano http://ddd.uab.cat/record/119393.

- Datos: Q1261223